# 壽豐鄉
壽豐鄉，舊稱「鯉魚尾」，後稱「壽」，位於臺灣花蓮縣中部。北隔木瓜溪與吉安鄉相望，西接秀林鄉，東濱太平洋，東南鄰豐濱鄉，南以壽豐溪與鳳林鎮、萬榮鄉為界。全境面積約為218平方公里，位置上屬於全縣唯一橫跨花東縱谷與海岸山脈的鄉鎮。地方通行語為阿美語與台灣客家語。
壽豐鄉的經濟產業以農業為主，生產豐田玉、石綿、黃金蜆、西瓜、稻米、蔬果、花卉、甘蔗等特產。境內的國立東華大學為東臺灣規模最大的公立研究型大學，周邊因此有大學城、大型度假型飯店及休閒設施的設立。鯉魚潭、遠雄海洋公園、池南國家森林遊樂區皆為境內的主要觀光景點。

## 歷史
壽豐鄉昔日為阿美族的活動範圍。最早的漢人根據記載約在明永曆年間來到此地，清領末期所築的南、中、北三路改善了此地的對外交通。在清道光八年（1828年）時，淡水富商吳全與他自宜蘭招募而來的2800名漢人移民在今平和村建立吳全城，
日治時期，總督府鼓勵日本人移民東部，成立豐田村、林田村、賀田村三移民村，建立了「壽役農莊」；於1920年設置「壽區」，復於1937年改設為「壽庄」，屬花蓮港廳花蓮郡管轄。
戰後取「壽」及「豐田」，易名為「壽豐」，設置花蓮縣壽豐鄉至今。

## 人口
根據花蓮縣政府民政處統計，2024年底壽豐鄉戶數約7.5千戶，人口約1.7萬人，鄉內人口最多與最少的村分別是志學村與米棧村，2024年底兩村人口分別為2,882人與273人。

## 政治

### 歷任首長
| 任次 | 姓名   | 備註 |
| ---- | ------ | ---- |
| 1    | 陳抵帶 |      |
| 2    | 林玉雙 | 過世 |
| 2    | 王治   | 補選 |
| 3    | 王木生 |      |
| 4    | 黃琳吉 |      |
| 5    | 王木生 |      |
| 6    | 王木生 |      |
| 7    | 鍾曉一 |      |
| 8    | 鍾曉一 |      |
| 9    | 賴文吉 |      |
| 10   | 彭明德 |      |
| 11   | 賴文吉 |      |
| 12   | 賴文吉 |      |
| 13   | 張懷文 |      |
| 14   | 張懷文 |      |
| 15   | 陳東海 | 判刑 |
| 15   | 邱美淑 | 補選 |
| 16   | 張懷文 | 判刑 |
| 16   | 賴錦昌 | 代理 |
| 16   | 張懷文 | 補選 |
| 17   | 張懷文 |      |
| 18   | 曾淑懿 | 辭職 |
| 18   | 張仁智 | 代理 |
| 18   | 劉耀宗 | 補選 |
| 19   | 曾淑懿 |      |

### 鄉政組織

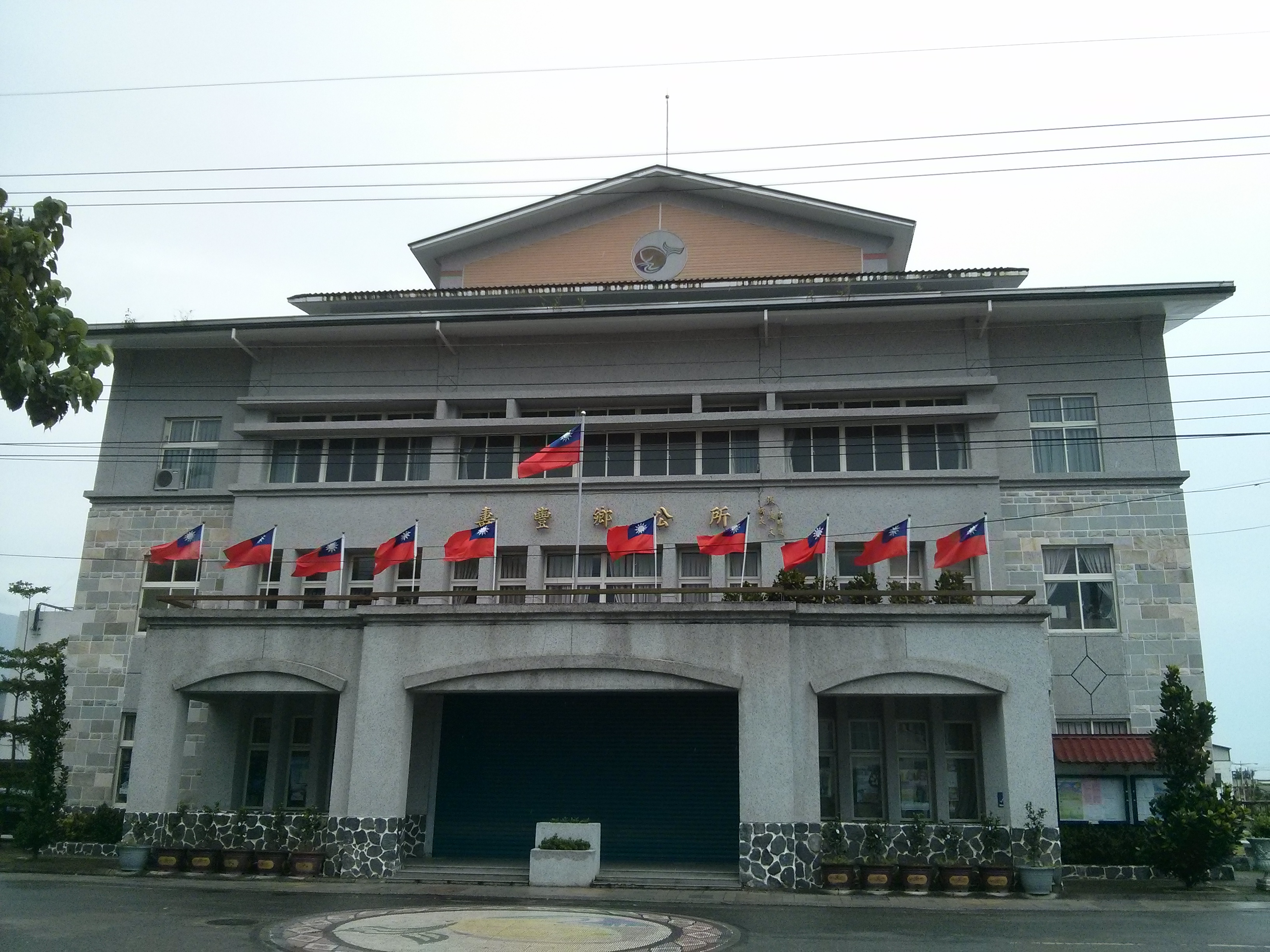
壽豐鄉公所

壽豐鄉公所是壽豐鄉最高層級的地方行政機關，在中華民國政府架構中為鄉自治的行政機關，同時負責執行縣政府及中央機關委辦事項，壽豐鄉的自治監督機關為花蓮縣政府。鄉長由全體鄉民直接選舉產生，任期為四年，可連選連任一次。壽豐鄉公所並置鄉政會議，為鄉政最高決策機構，在鄉長之下，設有5課3室等8個內部單位及3個附屬機關。
壽豐鄉民代表會是壽豐鄉的最高民意機關，代表壽豐鄉全體鄉民立法和監察鄉政。鄉民代表由公民直選選出，任期為四年，可連選連任。壽豐鄉民代表會共有11位鄉民代表，分別為第一選區4席鄉民代表、第二選區3席鄉民代表、第三選區1席鄉民代表、第四選區3席平地原住民鄉民代表，主席、副主席由11位鄉民代表互選產生。

### 行政區
現今壽豐鄉行政範圍的確立，來自於1937年合併壽區與新社區水璉社的壽庄:185。壽庄屬花蓮港廳花蓮郡，下轄壽、豐田、賀田、月眉、水璉尾等5個大字。1945年10月，改名「壽豐鄉」，屬花蓮縣:186。壽豐鄉的行政區劃轄有壽豐村、共和村、光榮村、平和村、志學村、池南村、水璉村、鹽寮村、月眉村、米棧村、豐山村、豐裡村、豐坪村、溪口村、樹湖村等15個村，共計271個鄰。
| 壽豐鄉行政區劃 |
|                |

## 教育

### 大專院校
- 國立東華大學
- 國立空中大學壽豐校區（原臺灣觀光學院）[11]

### 國民中學
- 花蓮縣立壽豐國民中學
- 花蓮縣立平和國民中學

### 國民小學
- 花蓮縣壽豐鄉壽豐國民小學
- 花蓮縣壽豐鄉月眉國民小學
- 花蓮縣壽豐鄉水璉國民小學
- 花蓮縣壽豐鄉平和國民小學
- 花蓮縣壽豐鄉志學國民小學
- 花蓮縣壽豐鄉溪口國民小學
- 花蓮縣壽豐鄉豐山國民小學
- 花蓮縣壽豐鄉豐裡國民小學

## 生活機能
- 醫院：基督教門諾醫院壽豐分院
- 星巴克理想大地門市
- 全聯福利中心壽豐店
- 農會超市壽豐店、豐田店
- 統冠超市志學店、壽豐店
- 7-Eleven新壽豐店、志學店、豐坪店、大豐田店、文瑞店、八悅店、豐學店
- 全家便利商店壽豐志學店、壽豐農會店、壽豐豐田店、壽豐東華店、壽豐東華二店、壽豐東湖店
- 八方雲集壽豐東華店
- 清心福全壽豐志學店
- 早安美芝城壽豐店、壽豐活力東華店
- 中華郵政壽豐郵局（花蓮15支）、壽豐豐田郵局（花蓮16支）、壽豐志學郵局（花蓮17支）、壽豐東華大學郵局（花蓮39支，位於國立東華大學行政大樓內）
- 花蓮二信:壽豐分社
- 農會:壽豐鄉農會

## 交通

### 鐵路
臺灣鐵路公司
- 臺東線：志學車站 - 平和車站 - 壽豐車站 - 豐田車站

### 公路

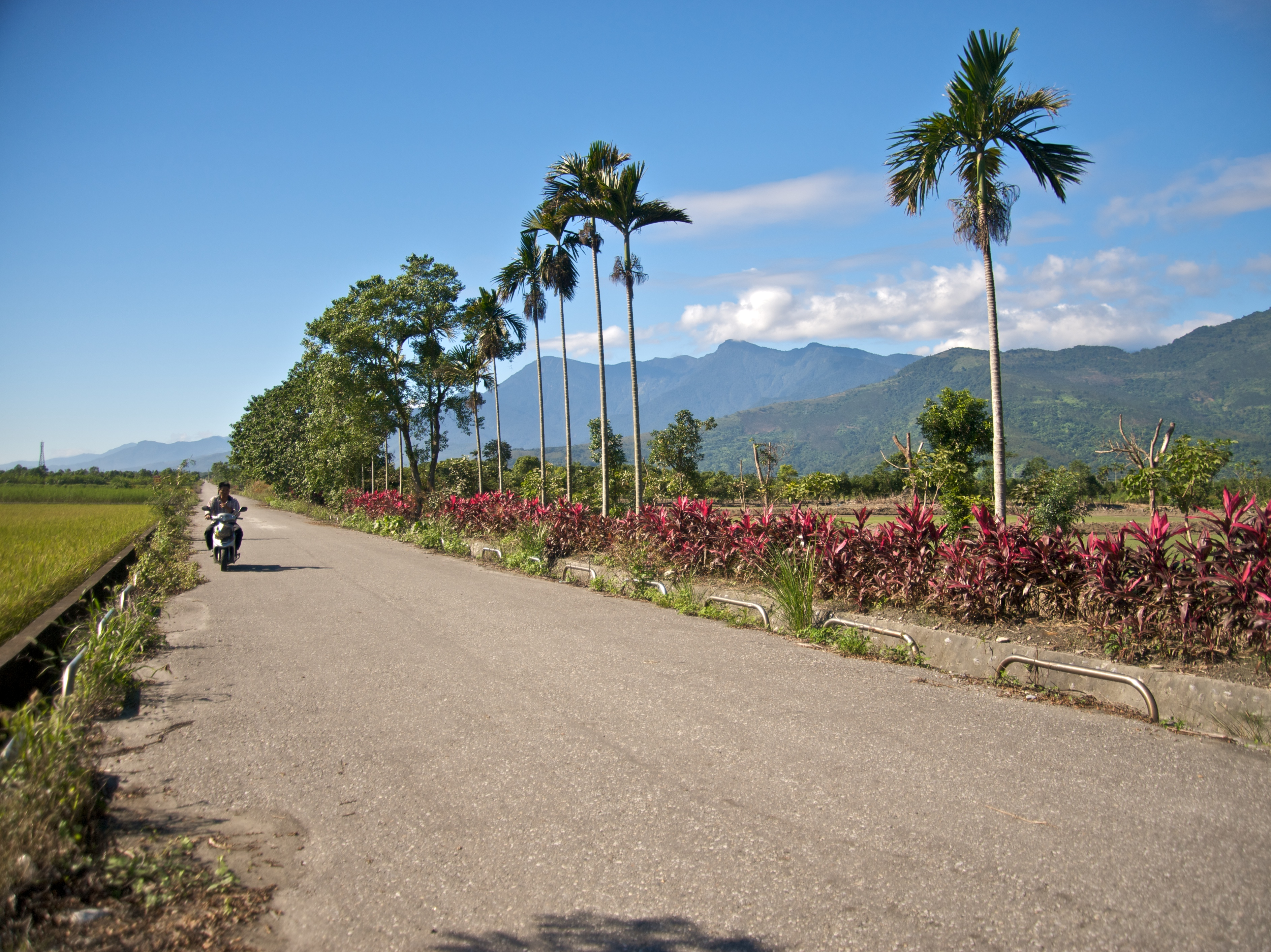
縣道193號

- 台9線
- 台9丙線
- 台11線
- 台11丙線
- 縣道193號
- 花蓮縣鄉道

### 客運
- 花蓮客運
- 統聯客運
- 太魯閣客運
- 興東客運
- 華聯客運

## 觀光旅遊

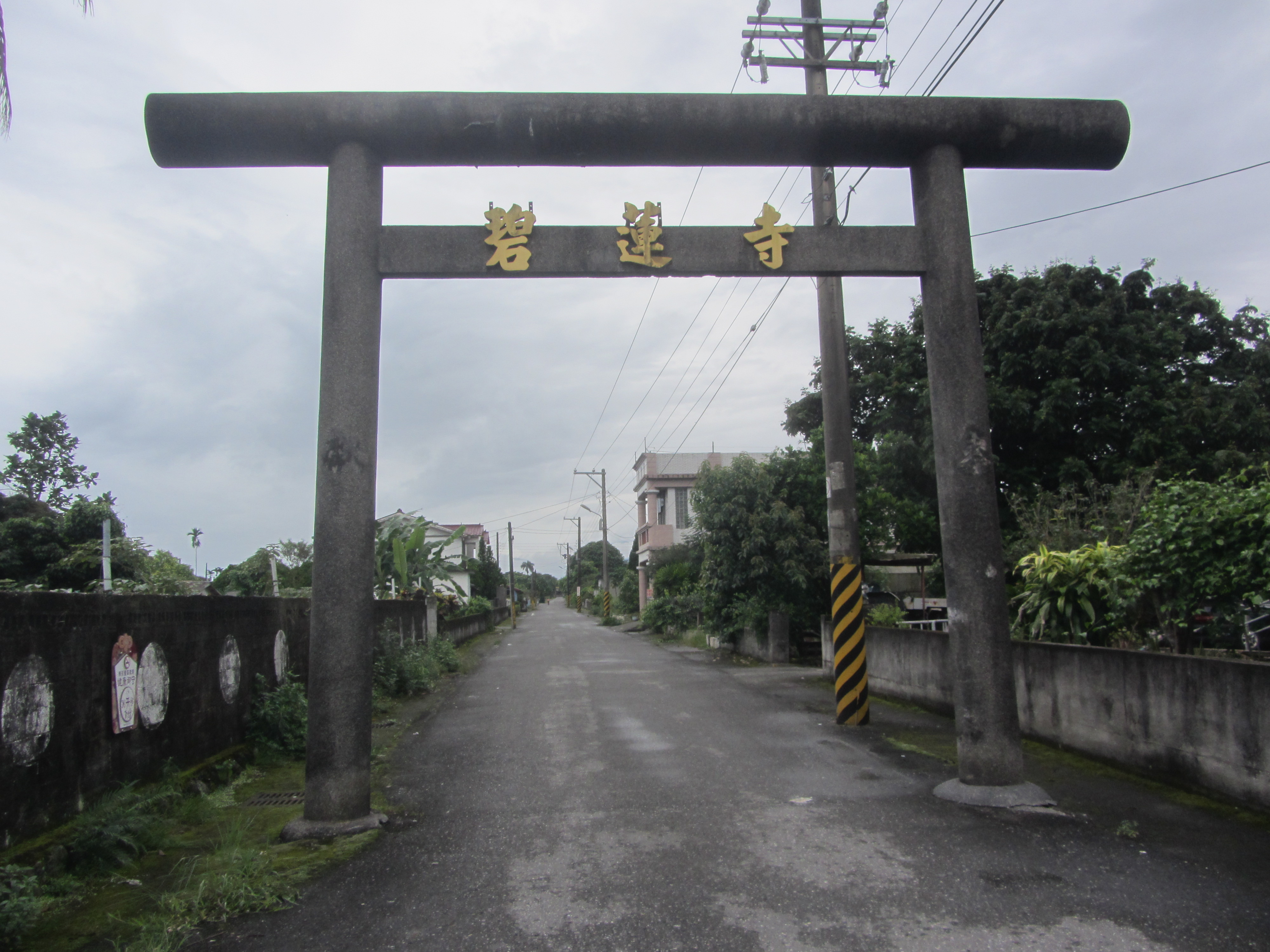
豐田神社（今為豐田碧蓮寺）鳥居

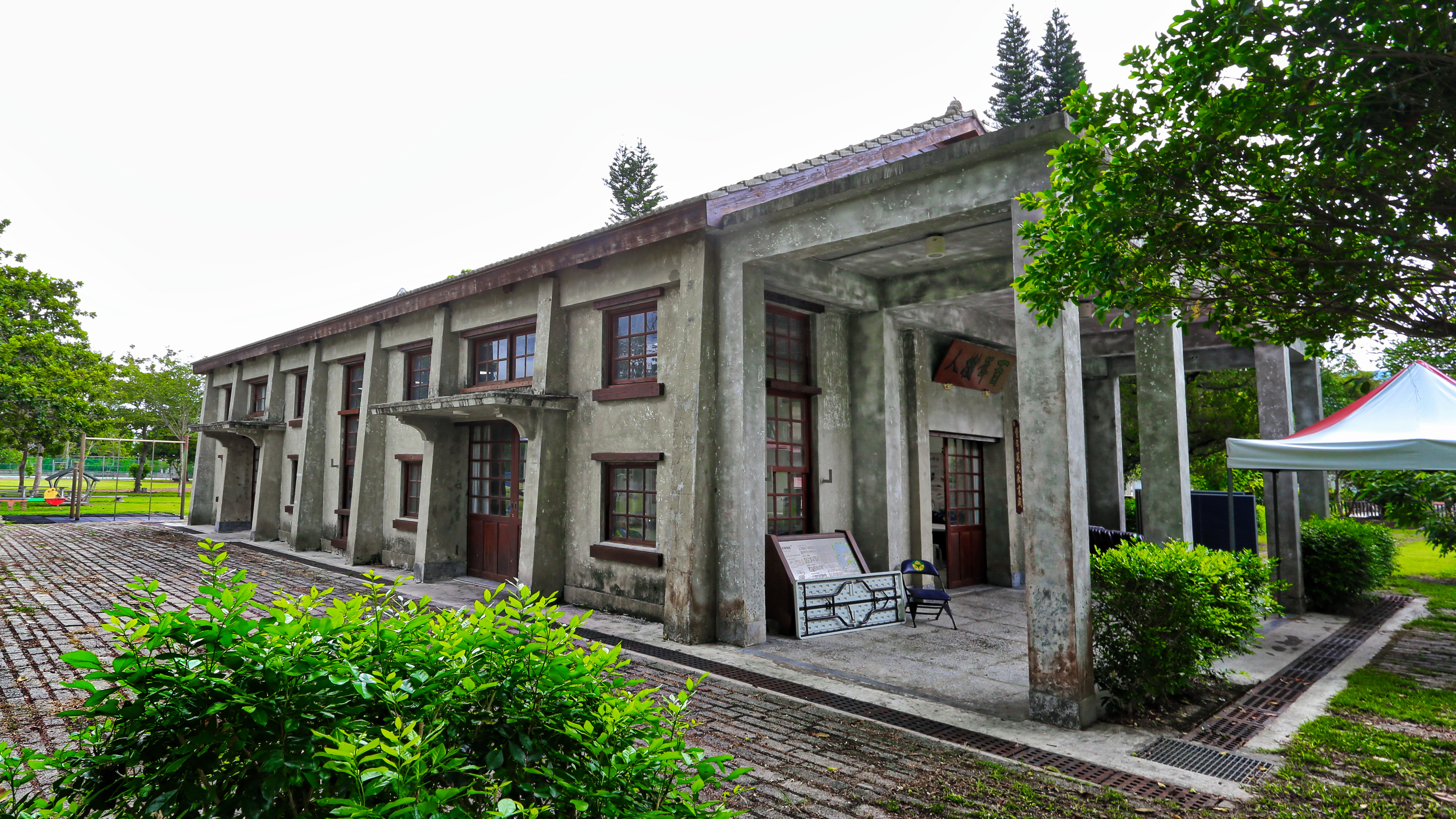
舊花蓮港廳豐田小學校劍道館（豐裡國小禮堂）

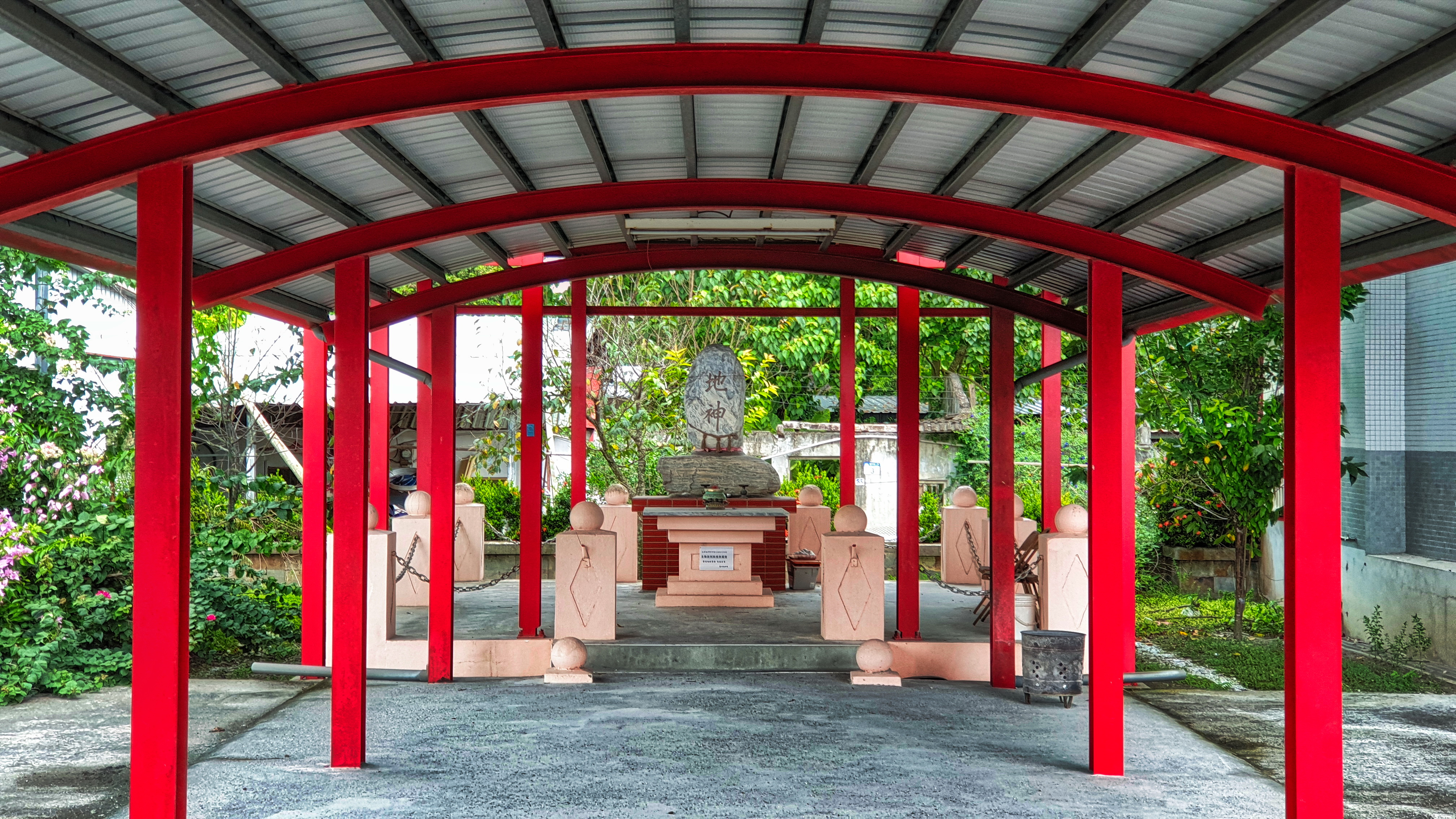
壽豐鄉「地神」(豐田地神祠)

- 花東縱谷國家風景區
- 東部海岸國家風景區
- 遠雄海洋公園
- 遠雄悅來大飯店
- 理想大地渡假飯店
- 雲山水[12]
- 牛山自然生態保護區（電影沉默取景地[13][14]）
- 鯉魚潭風景區
- 花蓮縣考古博物館[15]
- 豐田移民村
- 吳全城紀念碑
- 壽豐夜市（每週三）
- 池南國家森林遊樂區
- 哈崙森林鐵路
- 米棧古道[16]
- 月眉山步道[17]
- 鹽寮[18]
- 蕃薯寮（十八號橋，遺勇成林）[19]
- 樹湖瀑布（荖山瀑布）、櫻花步道[20]
- 立川漁場
- 靜樹湖
- 怡園渡假村
- 發現樹湖
- 東華大學
- 白鮑溪
- 荖溪提防自行車道
- 碧蓮寺
- 豐田戲院
- 五味屋
- 共和禾豐橋〔壽豐車站後站〕

## 特產
- 山苦瓜
- 桑椹
- 香蕉
- 西瓜
- 文旦
- 花卉
- 有機蔬菜
- 黃金蜆
- 稻米
- 豐田玉

## 選舉

### 2012年壽豐鄉長缺額補選
是因臺灣省花蓮縣壽豐鄉第16屆鄉長張懷文因賄選案遭判刑後主動辭職。選舉於2012年8月11日舉行，由張懷文同額競選（中國國民黨）當選。
| 號次 | 候選人 | 政黨       | 得票數 | 當選標記 |
| ---- | ------ | ---------- | ------ | -------- |
| 1    | 張懷文 | 中國國民黨 | 5109   |          |

## 未來規劃
2023年，延宕已久的花蓮東華大學城，重新再辦理環境評估及設立重劃會。

## 外部連結
- 壽豐鄉公所 （页面存档备份，存于）
- 壽豐鄉農會